# アイヒェンツェル
アイヒェンツェル（ドイツ語: Eichenzell）は、ドイツ連邦共和国ヘッセン州カッセル行政管区のフルダ郡に属す町村である（以下、本項では便宜上「町」と記述する）。

## 地理

### 位置
アイヒェンツェルは、自然地理区分上、東のヴェストリッヒェス・レーンフォアラント（レーン山地のヘッセン部分で、フォーゲルスベルク方面の前面に位置する丘陵地）から西のカンツェルラー・フリーデタールへの移行部に位置している。町の中核部は郡庁所在地フルダの南南東約 7 km の、フルダ川東岸に位置している。レッシェンロート地区の北北西で、ケールツェル地区から流れてきたフリーデ川が合流する。フリーデ川はデルバッハから湧出する。

### 隣接する市町村と自治体の構成
アイヒェンツェルは、北はフルダおよびキュンツェル（エンゲルヘルムス地区）、東はエーバースブルク、南はカルバッハ、西はノイホーフと境を接している（いずれもフルダ郡）。
自治体アイヒェンツェルには、主邑であるアイヒェンツェルの他にビューヒェンベルク地区（ツィルバッハ小集落を含む）、デルバッハ地区、ケールツェル地区（シュタインベルク小集落を含む）、レッシェンロート地区、リュッター地区、レンスハウゼン地区（メルタース小集落を含む）、ローテマン地区、ヴェルカース地区が含まれる。

## 歴史
主邑アイヒェンツェルは、927年に、フルダ修道院の寄進状に初めて記録されている。ゲオルク・ランダウによれば、この集落の起源は920年にフン族によって破壊された小集落であり、その後 ハイコ修道院長（917年 - 923年）によって再興され、「ハイコニスツェレ」と呼ばれた。この街に属す他の集落の文献初出はこれよりも早い: リュッター 815年、デルバッハ 852年、ツィルバッハ 859年、レンスハウゼン 866年である。このため、フルダ川南岸地域では744年の修道院設立後、計画的に開墾、定住がなされていったと考えられる。

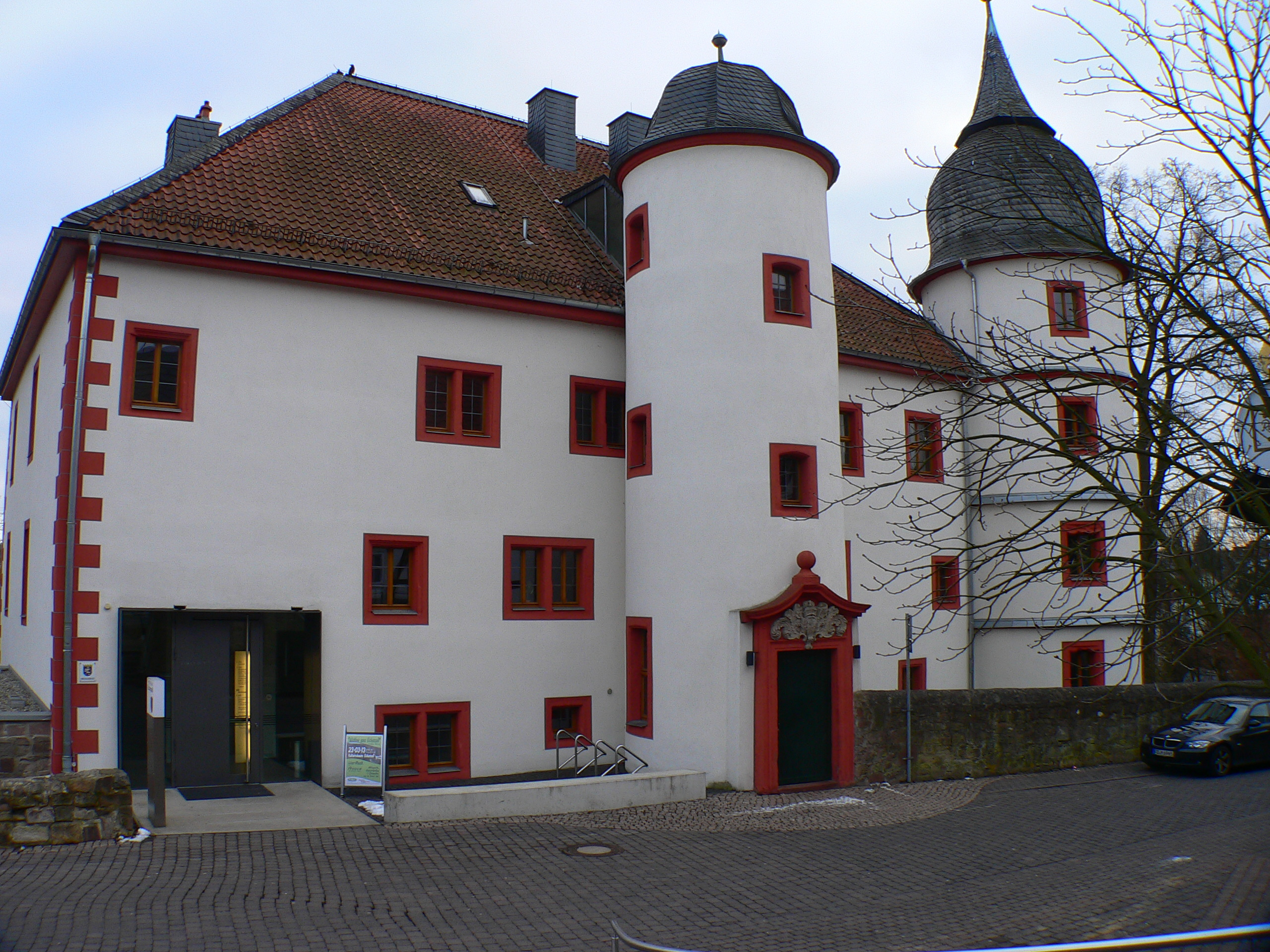
アイヒェンツェルの城館

アイヒェンツェルの城館は、この町の象徴的建造物である。この城は、フォン・エーバースベルク・ゲナント・フォン・ヴァイアース家の当主によって1548年頃にルネサンス様式で建設された。この城は変化に富んだ歴史をたどり、騎士の城、住宅、司祭館、礼拝堂、旅館、公民館として利用された。1971年に近代的な住民窓口を持つ行政庁舎となり、2006年から2007年に修復がなされ、内部は近代化された。
1971年にアイヒェンツェルは、コンクール「Unser Dorf soll schöner」（直訳: 我らの村が美しい）において、ヘッセン州で優勝した。

### 地域再編
ヘッセン州の地域再編に伴って、1971年12月31日に、それまで独立した町村であったアイヒェンツェル、ビューヒェンバッハ（1970年4月1日にツィルバッハと合併していた）、デルバッハ、リュッター、レンスハウゼン（1968年8月1日にメルタースと合併していた）、ローテマン、ヴェルカースが合併して、新たな自治体アイヒェンツェルが形成された。1972年4月1日に、ケールツェルが加わり、1972年8月1日には州法の発効によりレッシェンロートが編入された。かつて独立していた町村ごとに地区委管理員会が設けられた。町の行政機関はアイヒェンツェルにある。

### 「ヴェックフレッサー」
主邑アイヒェンツェルの住民は、年配の人から「アイヒェンツェラー・ヴェックフレッサー」と呼ばれている。アイヒェンツェルの城館の庭には、「ヴェックフレッサー」（直訳: 白パンを食べる人）と石に彫られている。
アイヒェンツェルは1785年までフローレンベルク教区に属していた。特別な祭の日、または巡礼の際にアイヒェンツェル住民はフローレンベルクの教会に出かけていた。近隣の村からの巡礼者が大いに迷惑したのは、アイヒェンツェルの住民は長い道のりであるにもかかわらず、最初に到着することであった。他の人たちが山に着くまでに、アイヒェンツェル住民は祭の白パンを全部買ってしまっていたのである。平日には1週間以上前に焼かれたパンがあっただけだったので、祭の日の白パンは人気の気分転換であった。アイヒェンツェル住民が先にすべてを買い占めてしまうのに腹を立てて、近隣の住民はアイヒェンツェル住民を「アイヒェンツェラー・ヴェックフレッサー」と呼んだ。この呼び名が現代まで残っている。しかし、この伝統的な形でのこの呼び名は老人だけに使われており、アイヒェンツェルの若い住民はこの古い呼び名をパン好きに対する冗談と解釈している。

### ダム計画
1970年代、デルバッハ地区の西、隣のターラウとの間のデルバッハ川の谷に、フランクフルト地域の貯水池およびエネルギー生産のためにダムを建設する計画があった。これにより造られるダム湖は近郊保養地として利用されることになっていた。アウトバーン A7号線の橋梁の支柱は、後に湖に立つことになるため特殊なコンクリートで補強された。しかしこのダム計画は、フランクフルト地域の水供給は他で確保されていることなど、様々な理由で放棄された。デルバッハに対しては、計画から却下までの長い間、ほかの建築許可が下りないという結果を引き起こしていた。
もう一つの奇妙なことが、2006年に起こったレーン工業パークの高台に、長さ 1.5 km のアスファルトの滑走路を持つ飛行場を建設するというアイデアである。企業家ルッツ・ヘルミヒが、小型ジェット機が発着できる特別飛行場建設のために投資を行った。しかし、この案はレンハウゼン住民の激しい抵抗に遭い頓挫した。

## 住民

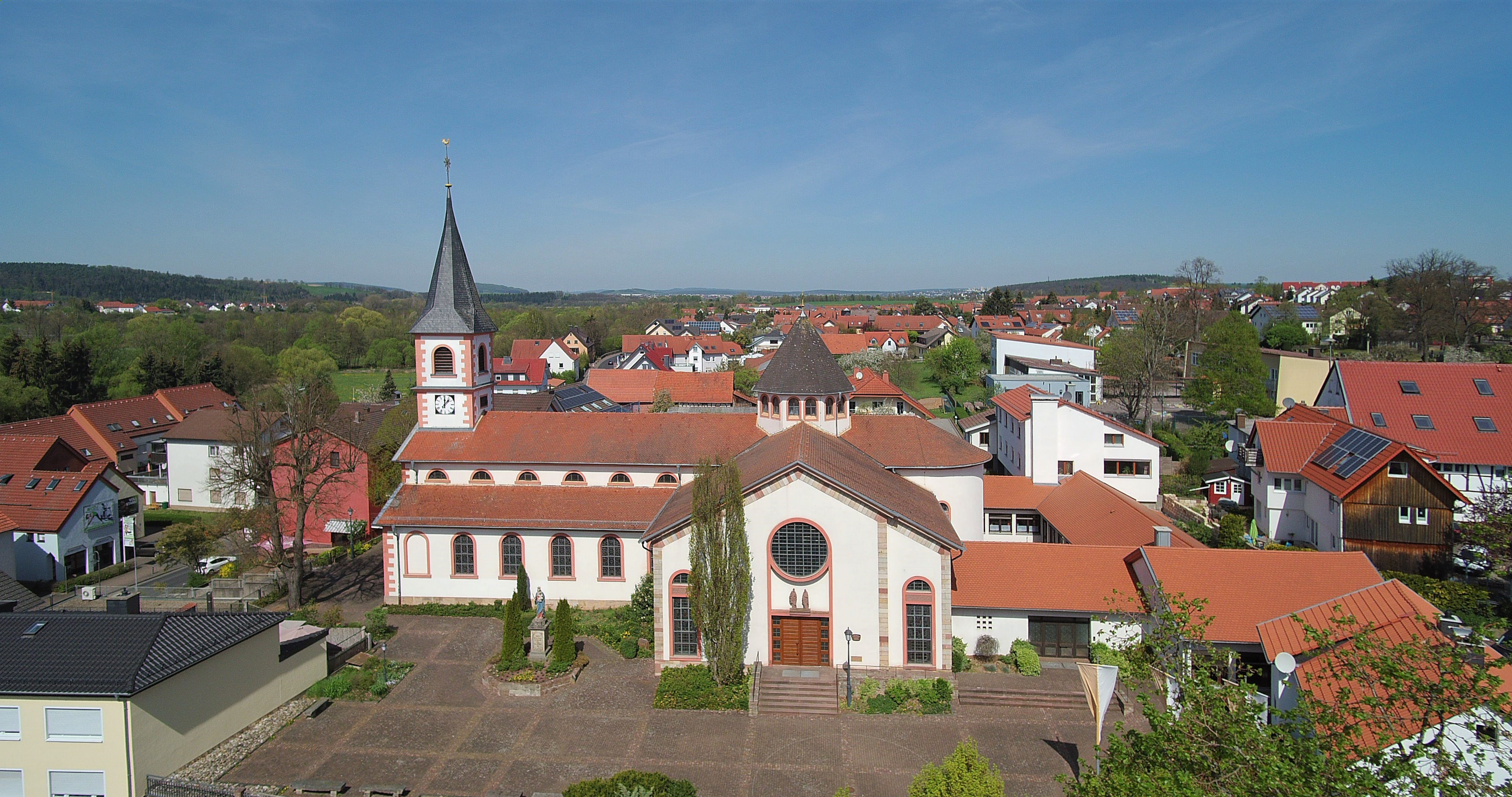
アイヒェンツェルの聖ペーターおよびパウル教会

### 宗教
アインツェルは、主にカトリックの町である。すべての地区にカトリック教会が存在する。その他に、アイヒェンツェル中核部に福音主義教会（聖三位一体教会）がある。

## 行政

### 議会
アイヒェンツェルの町議会は、37議席で構成されている。

### 首長
2020年6月1日からヨハネス・ロトムント (CDU) がアイヒェンツェルの町長を務めている。
アイヒェンツェルの過去の町長を列記する。
- カール・エーバート (CDU) 1972年 - 1983年
- トーマス・シャードフ (CDU) 1984年 - 1990年
- ヘルムート・グラートバッハ (CDU) 1990年 - 1996年
- ルードルフ・ブライトヘッカー (SPD) 1996年 - 2008年
- ディーター・コルプ（無所属）2008年 - 2020年

### 紋章
紋章は、1969年7月14日にヘッセン州内務省の認可を得た。
図柄: 銀地と赤地に左右二分割。向かって左に青いユリ、向かって右に銀のオーク (ドイツ語: Eiche) の葉が描かれている。

### 旗
2本の細い赤帯にはさまれた幅広の銀色の帯にアイヒェンツェルの町の紋章が描かれている。

## 文化と見所

### 町の中心部
1. ルネサンス様式の城館、行政機関が入居している
2. カトリックの聖ペーターおよびパウル教会、教区センターがある
3. アイヒェンツェル基礎課程学校
4. 文化・祝祭倉庫「アム・ホーフ」
5. アイヒェンツェル消防署、アイヒェンツェル音楽協会
6. フルダ川
7. レーン鉄道の軌道、向かって左がフルダ方面、右がゲルスフェルト方面
8. 郷土博物館、レーンクラブ、図書館
9. 旅館「アルテス・ブラウハウス」（歴史的な旅館「アドラー」）
10. 旅館「クラマー」、ハウプト通り（州道 L3307沿い）

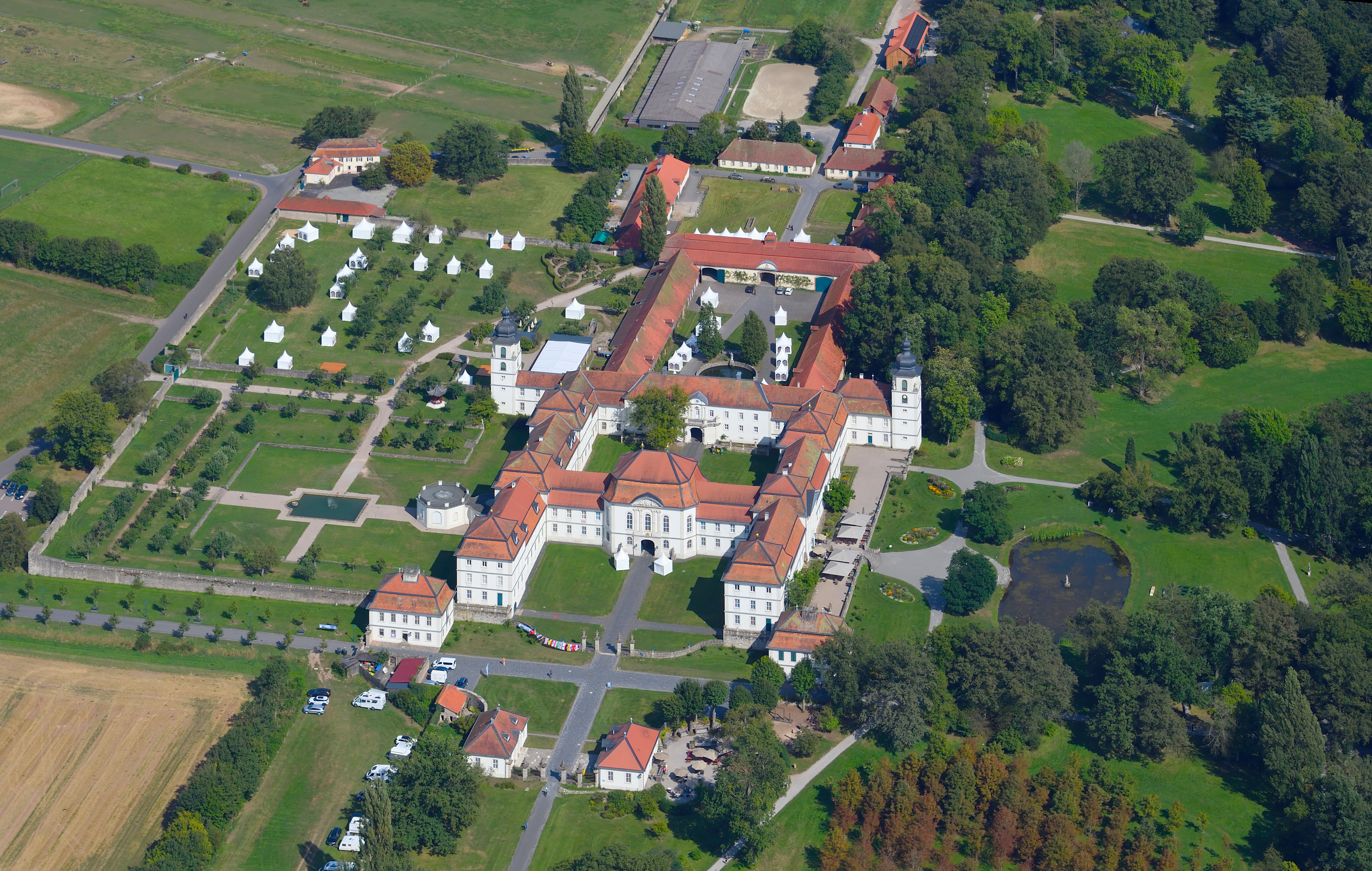
ファザネリー城

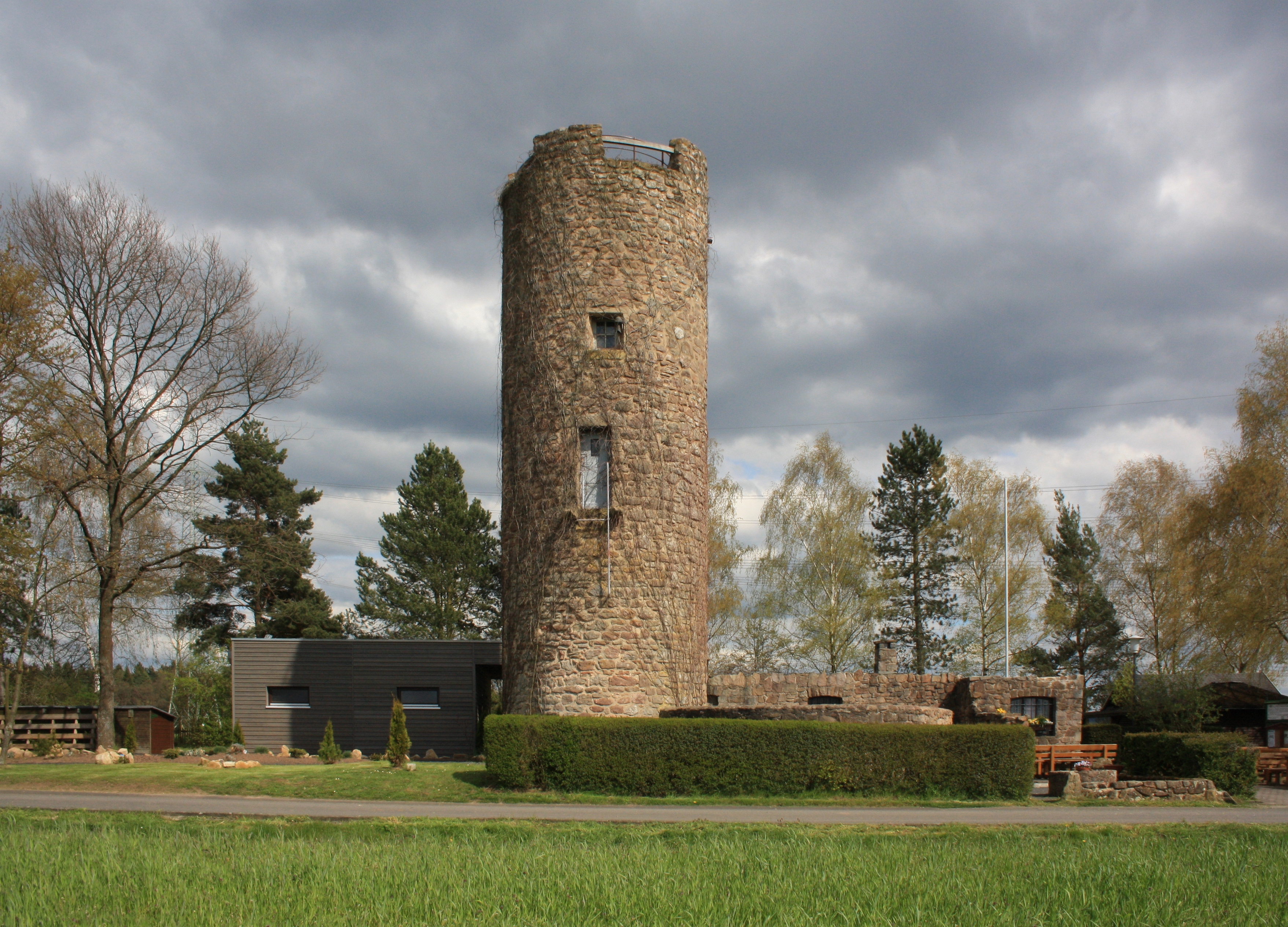
アイヒェンツェラー・ヴァルテ

11. 旧墓地および福音主義聖三位一体教会

### 建造物
- 町の中心部に建つルネサンス様式の城館
- かつてのブルワリーをもつ居酒屋「エーベースベルガー・リッター」、その後旅館「アドラー」、現在は「アルテス・ブラウハウス」となっている（文化財に指定されている）。
- 町の中核地区東部にあるアイヒェンツェル・レーンクラブの見張り塔「アイヒェンツェラー・ヴァルテ」
- 町の中心部の郷土博物館
- ファザネリー城「アドルフゼック」。かつては司教領主の、その後はヘッセン選帝侯の夏の宮殿となったこの城館は、1730年から1757年に建造された。フルダ司教領主アマント・フォン・ブーゼックが造営したこのバロック城館は彼の権威と派手好きを反映している。建設したのは、司教領主に仕えたイタリア出身の宮廷建築家アンドレアス・ガラシーニである。この城館とヨーロッパ随一の時期コレクションは見学することができる。夏季には月曜日を除く毎日ツアーがある。

### 男性ダンスグループ
男性ダンスグループ「アイヒェンツェラーシュレックシュルーヴェ」は、2007年にケルンでのドイツ・マイスター選手権で優勝した。2008年にも再度優勝し、2009年、2010年は準優勝した。2012年、ボン近郊のオーバープライスでのBvDM（ドイツ連邦男性バレエ連盟）のドイツ・マイスター選手権で再びドイツ・マイスターになった。

## 経済と社会資本

### 経済
アインツェルは、経済面で、ドイツ中部の特別重要な町である。1970年代初めに当時の町長カール・エーバートが開発した産業地区であるレーン工業パークには、総面積 120 ha の敷地内に中小企業や大企業が立地しており、4,000人以上が働いている。ケールツェルとレッシェンロートとの間、アウトバーンA66号線と重量物輸送車用道路である連邦道 B27号線とが交差するインターチェンジ沿いに、2014年にアム・アイヒェンツェラー・ヴェーク産業地区が建設された。

### 企業
交通の便が良いことから、数多くの運輸・流通業者がアイヒェンツェルに拠点を置いている。また、アイヒェンツェルは清涼飲料水およびミネラルウォーター製造業者フェルスティナの本社所在地でもある。

### 交通
アイヒェンツェルには、アウトバーン A7号線と A66号線とが接続するフルダ・ジャンクションが存在する。また、連邦道 B27号線と B40号線が町内を通っている。いずれの道路もアイヒェンツェルへの接続は良好である。ドイツ鉄道 AG は、フルダ - ゲルスフェルト線を運営しており、アイヒェンツェルおよびその地区にいくつかの駅を有している。高速鉄道ハノーファー - ヴュルツブルク線およびキンツィヒタール鉄道フルダ - フランクフルト線も町内を通っているが、最寄りの駅はフルダにある。

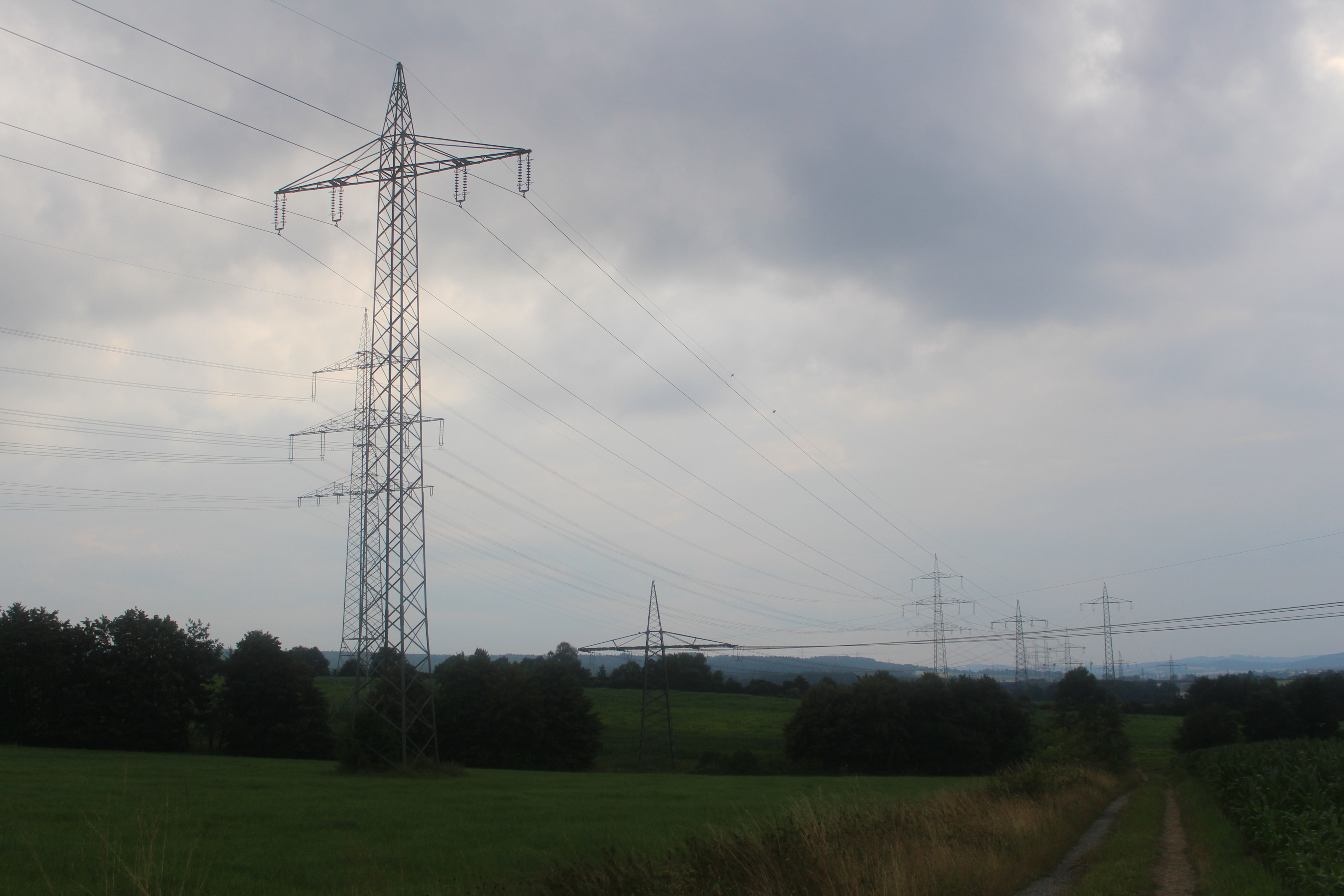
鉄道用送電線交差ポイント

### エネルギー
アイヒェンツェルの南に、ドイツに4つある 110-kV-鉄道用送電線の交差ポイントの1つがある。この鉄道用送電線フルダ - ゲミュンデンは、鉄道用送電線フリーデン - ベーブラ線の下を横切っている。

### デジタル・インフラ
アイヒェンツェルでは、2012年から2016年までの間に FTTH ガラスファイバー網が敷設された。特に小さな集落では様々な民間プロバイダからのインターネット接続状況が劣悪であったため、町は民間企業の協力を得て自らガラスファイバー網を立案し、敷設した。この際、町は公的助成金の申請を断念し、参加者分担金だけで資金調達することを構想した。2016年末までにすべての地区にブロードバンドインターネット接続が完了した。地元企業レーンネットがそのインターネットプロバイダを務めている。

### 自転車道
以下の自転車道が町内を通っている:
- ヘッセン広域自転車道 R1号線（フルダ自転車道）は、レーン山地（ドイツ語版、英語版）の高台からフルダ川沿いにヴェーザー川河畔のバート・カールスハーフェンまでの 250 km 以上を通る[11]。
- 地域のテーマルート「ギプフェルツアー」は、レーン山地のヴァッサークッペからフォーゲルスベルク山地のホーエローツコプフまでを結んでいる。
- ヘッセン広域自転車道 R2号線（4河川ツアー）、ビーデンコプフを起点とし、ラーン川、ラウター川（ドイツ語版、英語版）、リューダー川（ドイツ語版、英語版）、フルダ川の川谷を通ってシュペッサルト（ドイツ語版、英語版）のジンタールまでの 202 km[12]。
- D-ルート 9（ヴェーザー＝ロマンティック街道）、北海からブレーメン、カッセル、フルダ、タウバータールを通ってアルゴイのフュッセンまで (1,197 km)[13]。

### 教育
アイヒェンツェル、リュッター、ハッテンホーフ（ノイホーフ町）に基礎課程学校がある。アイヒェンツェル地区にはさらに実科・本課程学校のフォン＝ガーレン＝シューレがある。総合学校はノイホーフにある。ギムナジウムはフルダにある。

## 参考図書
- Michael Mott (1995年1月19日). “Bald ein Hotel garni? / Am historischen „Adler“ in Eichenzell nagt der Zahn der Zeit”. Fuldaer Zeitung:  p. 10
- Hessischen Bibliographie - Eichenzell

これらの文献は、翻訳元であるドイツ語版の参考文献として挙げられていたものであり、日本語版作成に際し直接参照してはおりません。